# MSX
MSX es un estándar de microordenador doméstico de 8 bits comercializado durante los años 1980 y principio de los años 1990. Fue anunciado por Microsoft y ASCII Corporation el 16 de junio de 1983 y presentado por Kazuhiko Nishi  el 27 de junio del mismo año en Japón. Se convirtió en uno de los dominadores del mercado doméstico, por delante del FM-7, el NEC PC-8801, el Sharp X1  entre otros.
Tuvo además éxito en Europa (España, Francia y Países Bajos), Brasil, Chile, Argentina, Cuba y la Unión Soviética, en estos últimos países fueron comprados por las autoridades educativas miles de unidades para equipar escuelas. Es prácticamente desconocido en Estados Unidos y pese a verse al principio como una amenaza para el liderazgo británico en el mercado europeo, registra unas pobres ventas en el Reino Unido.
Fue un intento de unir bajo un mismo estándar a todos los fabricantes, de modo que por ejemplo, se pudieran comprar periféricos de Sony y funcionasen en un ordenador Philips, Canon... Y de que el software y hardware de base cumpliesen con una serie de requisitos que garantizaran que los programas escritos para el estándar funcionarían correctamente en cualquier ordenador. Los fabricantes podían añadir expansiones a su gusto para atraer a la clientela (Yamaha es quizás el mejor exponente, con equipos que se comercializan como instrumentos musicales). Aunque la mayoría de fabricantes son japoneses, hay documentados 122 fabricantes de hardware de todo el mundo que desarrollaron algún tipo de equipo o periférico MSX. Algunos de los más destacados fueron Canon, Casio, Panasonic, Philips, Sony, Toshiba y Yamaha. Varios más, como Amstrad, se adhieren a la norma pagando la cuota y quedando a la espera de cómo se desenvuelve la primera generación. Pero su fracaso en el mercado estadounidense y británico (dos de las tres mecas del videojuego por entonces, junto con Japón) les hace desistir.
A lo largo del año 2023, Kazuhiko Nishi, quien es el titular de los derechos de MSX, ha realizado numerosas apariciones en distintos foros académicos y de reuniones de usuarios donde ha mostrado su proyecto de crear una nueva serie de hardware basado en la norma: MSX0, MSX3 y MSX turbo, y ha anunciado la fundación de IoT Media Laboratory, una organización sin ánimo de lucro en la que Nishi actuará como director, que llevará a cabo la financiación colectiva de MSX0 Stack, una implementación de MSX0. Además, ha anunciado para el año 2025 la creación del Japan Institute of Advanced Studies, una universidad privada centrada en la tecnología con la que pretende establecer colaboraciones con numerosos países.

## Significado de MSX

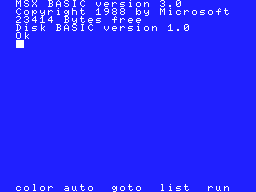
Captura de pantalla de MSX BASIC tomada por el usuario: Ruud Koot.

El significado del acrónimo MSX ha sido un tema de debate durante años que su creador se ha encargado de alimentar a conveniencia.
El propio Kazuhiko Nishi y numerosas fuentes originales (revistas y libros) de los primeros años del estándar nos indican, sin lugar a dudas, que las siglas MSX corresponden a MicroSoft eXtended en referencia al intérprete de BASIC extendido con que vienen equipados.
En cambio, en algunas de las numerosas declaraciones hechas a este respecto, Nishi habría afirmado diversas alternativas, cambiando él mismo de versión según el momento en el que se le preguntase. Se dice que ante Bill Gates que el nombre del nuevo estándar se debería en parte a Microsoft.
Sin embargo en abril de 1997 Business Japan publica el artículo "Los samurái de los pensamientos electrónicos" ("Dennou no samuraitachi"). En él se cuenta que al comenzar a negociar con Matsushita el futuro estándar, lo denominan MNX (Matsushita, Nishi y la X se refería al poder ilimitado). Pero el nombre está registrado, por lo que Nishi cambia la segunda letra por la S de Sony (primera empresa en licenciar el nuevo estándar). En cada empresa a la que Nishi va a promocionar el nuevo estándar utiliza el mismo mensaje, afirmando que la X es por dicha empresa. 
Durante una convención de retroinformática que tuvo lugar el 21 de abril de 2001 en la ciudad neerlandesa de Tilburg, Nishi realizó una intervención en la que afirmó que el acrónimo significa Machines with Software eXchangeability.

## Historia
En los años 1980, Japón estaba en medio de un despertar económico. Grandes empresas de electrónica tuvieron éxito en el mercado de computadoras debido al esfuerzo invertido en los años 1970. La combinación de diseño y su desarrollo tecnológico les permitió producir máquinas competitivas, pero inicialmente ignoraron el mercado de ordenadores domésticos y dudaban en hacer negocios en un mercado donde no existían estándares.
El MSX fue formalmente anunciado durante una conferencia de prensa el 27 de junio de 1983 (fecha considerada como el nacimiento del estándar MSX) y muchas grandes empresas japonesas hicieron públicos sus planes de producirlos. Esto produjo una ola de pánico en la industria de Estados Unidos. De todas formas las empresas japonesas evitaron la intensa competencia del mercado de ordenadores domésticos de Estados Unidos, liderado por Commodore International. Solo las empresas Spectravideo y Yamaha comercializaron máquinas MSX en los Estados Unidos. Spectravideo tuvo algo de éxito y Yamaha con su modelo CX5M, con interfaz MIDI, se vendió más como una herramienta musical digital que como un ordenador personal.
En 1985 apareció en Japón una nueva versión de las máquinas MSX que se denominó MSX2. Presentaba el mismo procesador Z80A pero se habían implementado mejoras sobre todo gráficas y sonoras, con nuevos chip de vídeo y de sonido así como novedosas unidades de disco de 3 1/2 (inicialmente con capacidad para 360Kb y luego de 720Kb) incluidas en el propio armazón de la máquina. No obstante, estos modelos tenían unos precios bastante elevados y, sobre todo durante los dos o tres primeros años, su mercado se redujo exclusivamente a Japón y Países Bajos.
La potencia de los PC y la nueva generación de máquinas domésticas de 16 bits fueron relegando poco a poco todo el hardware basado en el viejo Z80. En 1988, la producción de MSX en Europa cesó; simultáneamente se creó en Japón una nueva versión de la norma, los MSX2+ que representaban un salto cualitativo importante en cuanto a gráficos y sonido de nuevo. No obstante, esta vez las máquinas no salieron de Japón y fueron prácticamente desconocidas en el resto del mundo.
A principios de los años 1990, Panasonic decidió ir más allá con el estándar y se convirtió en la única empresa que fabricaba la siguiente generación: los MSXturboR, que presentaban un procesador Z80A aún pero potenciado con un R800 de 16 bits adicional. Un coprocesador S9000 se encargaba de la coordinación entre ambos procesadores. El resultado final era una potente máquina utilizada con éxito hasta finales del siglo XX en ciertos sectores profesionales, principalmente en Japón. 
Durante los años 80, Europa se convirtió en el mercado más grande del mundo para juegos de ordenador, y el extremadamente popular Sinclair ZX Spectrum dominaba el mercado, seguido por el Amstrad CPC y el Commodore 64. En el momento en que el MSX se lanzó en Europa, ya era demasiado tarde para introducirse con éxito en el extremadamente apretado mercado europeo. En consecuencia, el MSX nunca llegó a ser el estándar global que sus creadores previeron, principalmente porque nunca se conquistó Estados Unidos ni la mayor parte de Europa. En Japón y Corea del Sur, el MSX fue la principal microcomputadora doméstica de los 80. También fue popular en los Países Bajos, España, Argentina, Brasil, algunos países árabes y la Unión Soviética, donde redes de Yamaha MSX2 fueron usadas en las escuelas para enseñar informática. En Cuba, por su parte, se equiparon los preuniversitarios, con los MSX conectados a televisores Caribe, producidos en el país. Hasta 1992 aún eran utilizados para la enseñanza de la programación más básica en el décimo grado.

## Franquicias nacidas en el MSX
Muchos de los juegos más populares y famosos de MSX fueron desarrollados aprovechando las ventajas que proporcionaba utilizar el formato cartucho ROM, que permitía incluir hardware adicional (más memoria, chips de sonido especiales, carga instantánea del juego). La mayoría de títulos en este formato se desarrollaron en Japón, y solo un pequeño porcentaje era traducido a otros idiomas y publicado fuera de sus fronteras.
La desarrolladora Konami fue una de las más populares, y una de las compañías que más títulos exportó fuera de las fronteras niponas. Entre sus títulos para MSX destacan las sagas:
- Castlevania (como Vampire Killer)
- Contra
- Metal Gear
- Gradius (también conocido como Nemesis)
- Parodius

Adicionalmente, otras populares sagas de videojuegos de otras compañías nacidas en el MSX fueron:
- Bomberman (Hudson Soft)
- Eggerland (HAL Laboratory)
- Puyo Puyo (Compile)
- Madou Monogatari (Compile)

Otras compañías desarrollaron diversas versiones en el MSX, incluidos algunos títulos exclusivos para el sistema o versiones modificadas de juegos en otros formatos:
- Aleste (Compile)
- Dragon Quest (ENIX)
- Dragon Slayer (Falcom)
- Final Fantasy (Square)
- Golvellius (Compile)
- Wizardry (ASCII Corporation)
- Xak (Microcabin)
- Ys (Falcom)
- Zanac (Compile)

## Características principales de la norma MSX
- Microprocesador Z80: Microprocesador de 8 bits muy común en todos los sistemas de la época.
- Incorporaba procesadores adicionales para gráficos y sonido, equiparando las prestaciones audiovisuales del ordenador a las de las consolas de videojuegos.
- Fue el primer sistema de computación casera que no dependía de una sola marca, hubo múltiples empresas que hicieron ordenadores compatibles con la norma MSX.
- Incorporaba un entorno de programación en la ROM del sistema: MSX BASIC 1.0 (de Microsoft), y sucesivas versiones.
- También de forma adicional, admitía el sistema operativo de disco: MSX-DOS, en diferentes versiones, compatible a nivel de ficheros con el famoso MS-DOS para IBM PC (ambos de Microsoft). MSX-DOS podía ejecutar programas CP/M , dando acceso a una amplia biblioteca de software profesional y de gestión ya existente.
- Disponía de ranura de cartuchos de memoria, para cargar los juegos, programas o incluso ampliaciones de memoria, y periféricos. El "cartucho" se conectaba al bus de datos, control, direcciones de la máquina, lo que lo hacía muy flexible.
- En su versión MSX-1, venía con un conector para grabadora/reproductora de casete, que era la forma de cargar programas y de grabar datos más asequible y extendida en la época, muy común en otros ordenadores contemporáneos como el ZX-Spectrum, el Amstrad CPC o el Commodore 64. Este sistema se basaba en un cable con conector DIN en un extremo y dos o tres conectores jack de 3,5'' que controlaban la salida y entrada de datos a la máquina desde la unidad de casete.
- Se podía conectar una unidad de disco, a través de un cartucho que contenía el hardware y software controlador. En los últimos tiempos se pudo admitir la conexión de discos duros y CD-ROM con interfaz IDE y SCSI. Como muestra de adaptación a las nuevas tecnologías, hoy día existe, además, un adaptador IDE para usar tarjetas CompactFlash en cualquier MSX 2 o superior, teniendo así un sistema de almacenamiento robusto, portable y silencioso, por no mencionar el olvidarse de usar una fuente de alimentación AT externa al ordenador.
- El ordenador tenía una conexión para monitor (color o verde monocromo, muy común en aquella época) y salida RC de antena de televisión, muy común también en la época en otros modelos de ordenadores y consolas domésticas. Algunos modelos europeos contaban con conector SCART.
- Ha habido varias versiones de esta norma: MSX-1, MSX-2, MSX-2+ y MSX-TurboR, que fueron aumentando su potencia y capacidad de forma notable. El último de ellos, el MSX Turbo-R venía equipado con un procesador RISC de 16 bits compatible con Z80: el R800.

## Hardware
Las especificaciones mínimas para cada una de las revisiones de la norma MSX son las siguientes:

### MSX
- Procesador: Zilog Z80A @ 3,58 MHz
- ROM: 32 KB
  - BIOS (16 KB)
  - MSX BASIC V1.0 (16 KB)

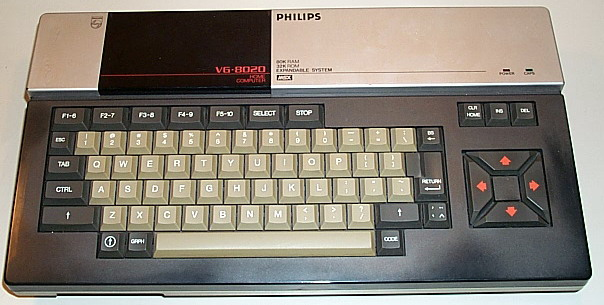
Philips MSX 1, Modelo VG-8020

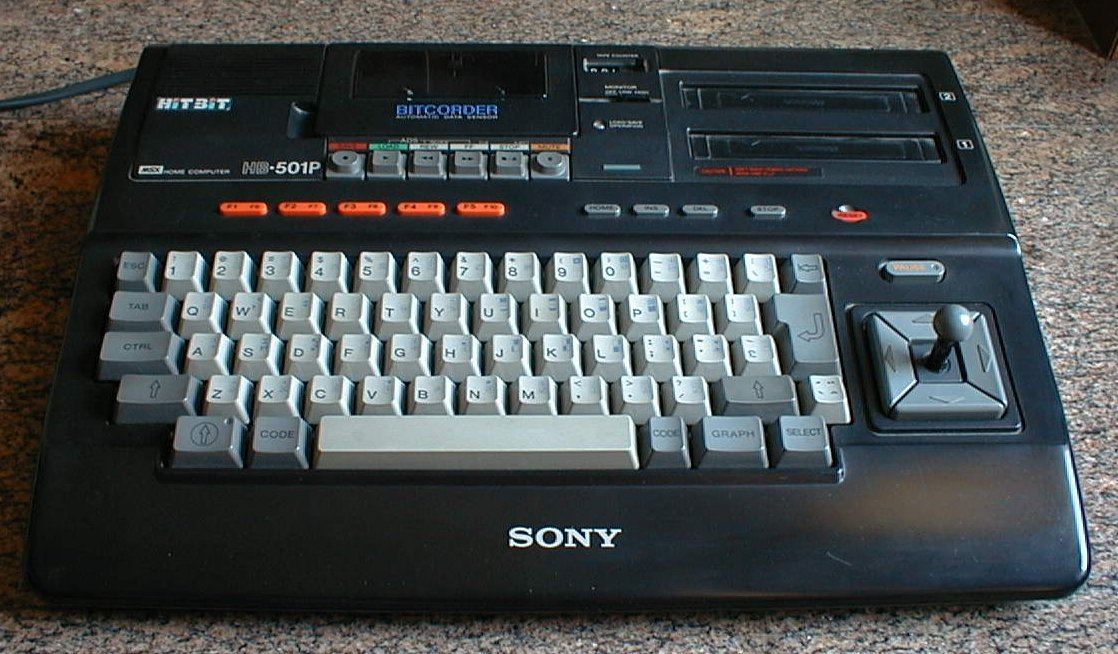
Sony MSX 1, Modelo HB-501P

- RAM: 8 KB mínimo, la mayoría de las máquinas tenían 32 KB o 64 KB, también existieron máquinas con hasta 128 KB
- Unidad de procesamiento gráfico: Texas Instruments TMS9918
  - VRAM: 16 KB
  - Modo texto: 40×24 y 32×24
  - Resolución de pantalla: 256×192 (16 colores)
  - Sprites: 32, 1 color, máximo 4 por línea horizontal
- Chip de sonido: General Instrument AY-3-8910 (PSG)

### MSX 2
- Procesador: Zilog Z80A @ 3,58 MHz
- ROM: 48 KB
  - BIOS + Extended BIOS (32 KB)
  - MSX BASIC V2.0 or V2.1 (16 KB)
  - DiskROM (16 KB) (opcional)
  - MSX-Audio BIOS (32 KB) (opcional, no se conoce ninguna máquina con este BIOS de fábrica)
- RAM: 64 KB mínimo, normalmente 128 KB en Europa, 64 KB en la máquinas japonesas, se ha fabricado máquinas de hasta 512 KB de RAM
  - Memoria mapeada (4 MB/slot máximo) (opcional)

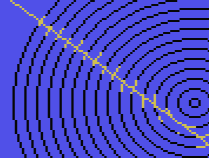
El efecto del attribute clash cuando se utiliza el modo de alta resolución 256x192 del MSX 1. Para evitarlo, el procesador V9918 incorpora 32 elementos adicionales (sprites) que pueden superponerse en 32 niveles unos sobre otros

- Procesador de vídeo: Yamaha V9938 (MSX-Video) Soporta todos los modos de video de la MSX 1 más:
  - Mayor RAM de vídeo: 128 KB (a veces 64 KB o 192 KB)
  - Nuevo modo de texto: 80×24
  - Nuevos modos de video sin el "Attribute clash" de la MSX 1.
  - Nuevas resoluciones: 512×212 (16 colores) y 256×212 (256 colores)
  - Más sprites avanzados: 32, 16 colores, máximo 8 por línea horizontal.
  - Aceleración por hardware para: copy, line, fill, etc.
  - Entrelazado para doblar la resolución vertical.
  - Un registro de desplazamiento vertical.
- Chip de sonido: Yamaha YM2149 (PSG)
- Reloj: RP5C01
- Normalmente llevaban una disquetera de 3,5"

### MSX 2+

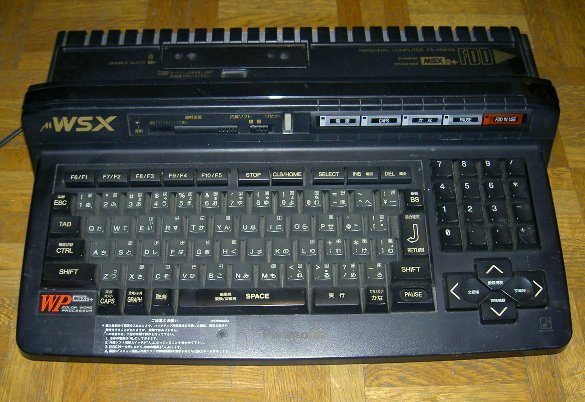
Ordenador MSX2+ : un Panasonic FS-A1WSX.

- Solo fue lanzada oficialmente en Japón (disponible en Europa y Brasil mediante actualizaciones)
- Procesador: Compatible con Zilog Z80 corriendo a 3,58 MHz o más (había versiones de 5,37 MHz disponibles)
- ROM: 64 KB
  - BIOS + Extended BIOS (32 KB)
  - MSX BASIC V3.0 (16 KB)
  - DiskROM (16 KB) (opcional, muy común)
  - Kun-BASIC (16 KB) (opcional)
  - Kanji ROM (opcional)
- RAM: Comúnmente 64 KB (en computadoras Japonesas)
  - Memoria mapeada (4 MB/slot máximo)
- Video Display Processor: Yamaha V9958 (aka MSX-Video) Todas las especificaciones de MSX 2 además de:
  - la RAM de video ahora es siempre de 128 KB
  - un nuevo modo de video de 256×212 con 19268 colores
  - un registro de scroll horizontal
- Chip de sonido: Yamaha YM2149 (PSG)
- Chip de sonido opcional: Yamaha YM2413 (OPLL) (MSX-Music)
- Chip de reloj RP5C01
- Unidad de disco flexible 3,5" es muy común

### MSX turbo R
- Solo fue lanzada en Japón.
- Procesador: R800 y compatible Zilog Z80A.
  - R800 funcionando a 7,16 MHz (las instrucciones usan sobre unos 4x ciclos de reloj menos que el Z80, así que a menudo se cita como de 28,6 MHz cuando se compara con el Z80).
  - Compatible Zilog Z80A (integrado en el T9769C MSX-Engine) funcionando a 3,58 MHz para compatibilidad hacia atrás.
- ROM: 96 KB
  - BIOS + BIOS extendida(48 KB)
  - MSX BASIC V4.0 (16 KB)
  - DiskROM (16 KB)
  - Kun-BASIC (16 KB)
  - Kanji ROM (256 KB)
  - Firmware (4 MB)
- RAM: 256 KB (FS-A1ST) o 512 KB (FS-A1GT).
  - Memory mapped (4 MB/slot max).
  - Adicionalmente 16 KB (FS-A1ST) o 32 KB (FS-A1GT) de SRAM (alimentado por batería).
- Video Display Processor: Yamaha V9958 (también llamado MSX-Video) con las mismas posibilidades que un MSX 2+
- Chip de sonido: Yamaha YM2149 (PSG).
- Chip de sonido: Yamaha YM2413 (OPLL) (MSX-Music).
- Chip de sonido: PCM.
  - 8-bit single channel (no DMA), 16 kHz máximo usando rutinas del BIOS.
  - Micrófono incorporado.
- Chip de sonido: MIDI in/out (solo en FS-A1GT).
- Chip de reloj.
- Unidad de disquete de 3,5".

### Clónicos y derivados
En Corea del Sur, Daewoo fabricó una gama de consolas compatibles con el software y los periféricos de los ordenadores MSX. Estas consolas se agruparon bajo la marca Zemmix y no estaban amparadas por el estándar, por lo que no muestran el logotipo MSX. Las Zemmix han seguido fabricándose hasta 2020, y los últimos modelos se basan en una tarjeta Raspberri Pi con circuitería adicional para poder conectarle los periféricos originales del MSX, incluyendo el software en formato cartucho ROM.
En el año 2006, la compañía ASCII licenció un nuevo modelo de MSX denominado 1chipMSX basado en una placa FPGA. El sistema solo era compatible con ordenadores MSX2, aunque posteriormente se lanzó una actualización para ampliarlo a MSX2+
En el año 2019 un grupo de aficionados desarrolló el denominado MSX Mini Réplica. Es una reproducción a escala 1:50 del Philips VG-8020 compatible con el software de los MSX, MSX2, MSX2+ y Turbo R. Incorpora 2 puertos USB, una salida de video HDMI e internamente utiliza el mismo hardware que el C64 Mini. Conectándole un periférico adicional, denominado MSX Player, puede ejecutar juegos originales en cartucho ROM. 
El MSXVR es un ordenador lanzado en el año 2020 y compatible con la familia de ordenadores MSX. Al igual que las últimas Zemmix, también está basado en una tarjeta Raspberri Pi con circuitería adicional para poder conectarle los periféricos originales del MSX.

## Marcas y modelos (lista incompleta)
| Fabricante                    | MSX 1                                       | MSX 2                                                             | MSX 2+                        | MSX turbo R      |
| ----------------------------- | ------------------------------------------- | ----------------------------------------------------------------- | ----------------------------- | ---------------- |
| Canon                         | V-8, V-10, V-20                             | V-25, V-30, V-30F, V-335                                          | -                             | -                |
| Casio                         | MX-10, MX-15, MX-101, PV-7, PV-16           | -                                                                 | -                             | -                |
| CE-TEC (Alemania)             | MPC-80                                      |                                                                   | -                             | -                |
| Daewoo                        | DPC-100, DPC-200, CPC-51, CPC-51            | CPC-300, CPC-330K KOBO, CPC-400 X-II, CPC-400S X-II, CPC-61       | -                             | -                |
| Dragon (España)               | MSX-64                                      |                                                                   | -                             | -                |
| Dynadata (España)             | Dynadata DPC-200                            |                                                                   | -                             | -                |
| Fujitsu General               | FM-X                                        | -                                                                 | -                             | -                |
| General (Panasonic)           | PAXON-PC K50, PAXON-PC T50, PAXON-PC T55    | -                                                                 | -                             | -                |
| GoldStar                      | FC-80, FC-200, GFC-1080                     | -                                                                 | -                             | -                |
| Gradiente (Brasil)            | Gradiente Expert                            | -                                                                 | -                             | -                |
| Hitachi                       | Hint, MB-H1 (Humanicatio), MB-H80           | MB-H3, MB-H70                                                     | -                             | -                |
| JVC                           | HC-7e                                       | HC-180                                                            | -                             | -                |
| Mitsubishi                    | ML-FX1, ML-FX2                              | ML-G10,En España ML-G1,ML-G3                                      | -                             | -                |
| National (Panasonic)          |                                             |                                                                   | -                             | -                |
| Panasonic                     | CF 2700                                     | FS-A1, FS-A1F                                                     | FS-A1FX, FS-A1WX, FS-A1WSX    | FSA1-ST, FSA1-GT |
| Philips                       | VG-8010, VG-8020                            | VG8220, VG-8235, NMS-8245, NMS-8235, NMS-8250, NMS-8255, NMS-8280 | -                             | -                |
| Pioneer                       | PX-V7, PX-V60                               | -                                                                 | -                             | -                |
| Radiola (Francia)             | MK-180                                      | -                                                                 | -                             | -                |
| Samsung (Corea del Sur)       | SPC-800                                     | -                                                                 | -                             | -                |
| Sanyo                         | MPC-100, MPC-200                            | PHC-23J                                                           | WAVY-PHC-70FD, WAVY-PHC-70FD2 | -                |
| Sharp/Epcom (Brasil)          | Sharp Hotbit                                | -                                                                 | -                             | -                |
| Sony                          | HB55P, HB10P, HB20P, HB75P, HB101 (Hit-Bit) | HB-F9S, HB-F700                                                   | HB-F1XDJ                      | -                |
| Spectravideo (Estados Unidos) | SVI-728, SVI-738 (Xpress)                   | -                                                                 | -                             | -                |
| Talent (Argentina)            | Talent DPC-200 Talent DPC-200A              | Talent DPC-300, Talent TPC-310                                    | -                             | -                |
| Toshiba                       | HX-10, HX-20                                | HX-23, HX-23F, HX-33, HX-34                                       | -                             | -                |
| Yamaha                        | CX5M II                                     | CX7M II, YIS503 III                                               | -                             | -                |
| Yashica/Kyocera (Japón)       | YC-64                                       | -                                                                 | -                             | -                |
| Yeno (Corea del Sur)          |                                             | -                                                                 | -                             |                  |